# Giovanni di Paolo
Giovanni di Paolo di Grazia (kolem 1403 Siena – 1482 Siena) byl italský raně renesanční malíř a iluminátor, čelný představitel sienské školy 15. století. Protože žil ve čtvrti Poggio, bývá označován i jako Giovanni del Poggio.

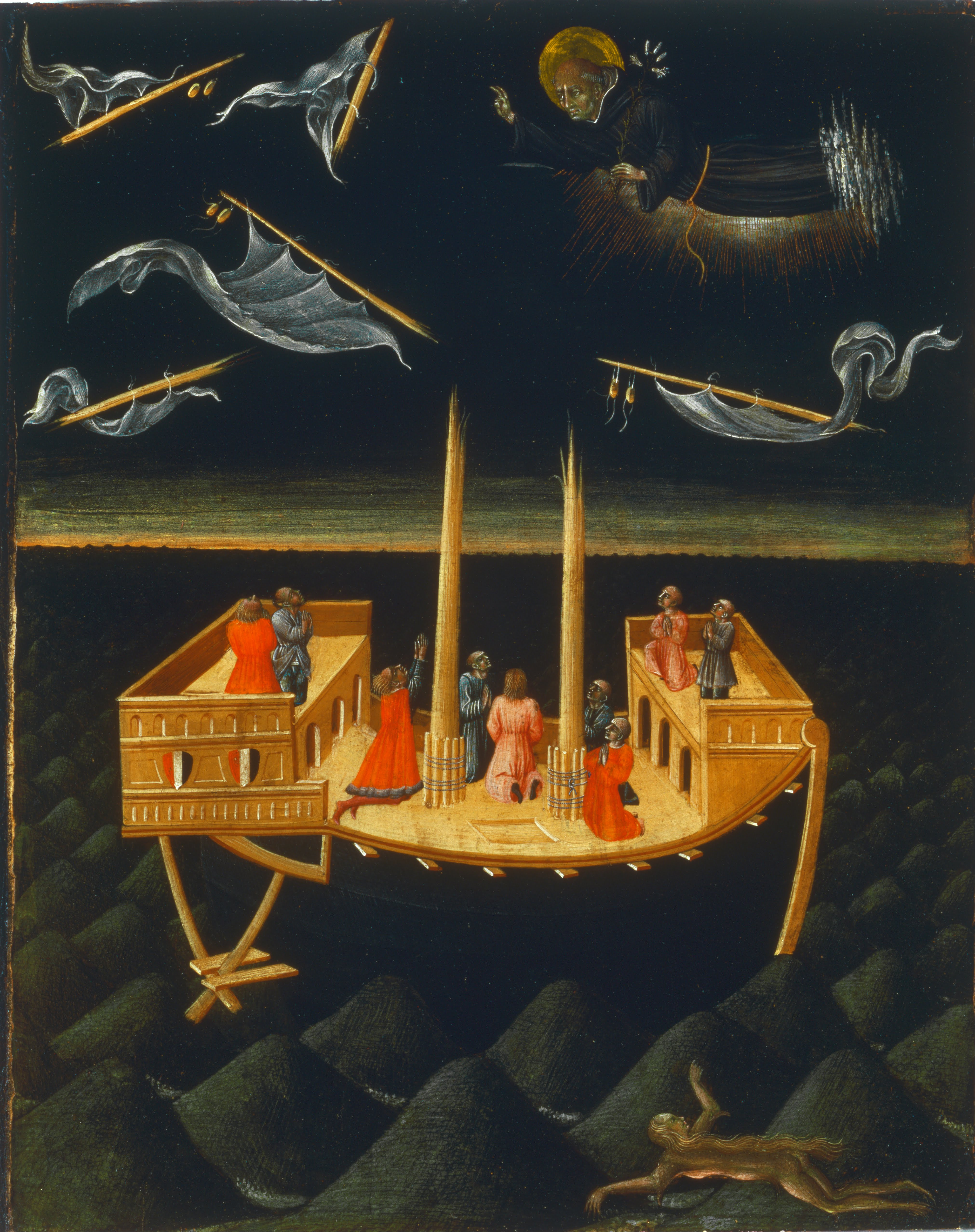
Giovanni di Paolo: Zázračné zachránění lodi sv. Mikulášem z Tolentina

Jeho raná díla vykazují vliv starších sienských mistrů, později si však vytvořil osobitý styl, charakteristický ostrými chladnými barvami a protáhlými formami. Mnohá z jeho děl mají neobvyklou snovou atmosféru, například téměř surrealistické Zázračné zachránění lodi sv. Mikulášem z Tolentina (kolem 1455, nyní v Muzeu umění ve Philadelphii).